# Кизкеткен (район Нукуса)
Кизкеткен (Селище цегельного заводу; кар. Qızketken; узб. Қизкетган, Qizketgan) — колишнє селище в Узбекистані, підпорядковувалося Нукуській міськраді Республіки Каракалпакстан. У 2004 році включене в межі міста Нукуса.
Населення 16 701 мешканець (перепис 1989).
Розташоване на каналі Кизкеткен (правий берег Амудар'ї). Виробництво будматеріалів.
До складу Нукуської міськради включений у 1958 році.